# Paris-Arras Tour 2016
Das 35. Paris-Arras Tour 2016 war ein französisches Straßenradrennen. Das Etappenrennen fand vom 20. bis zum 22. Mai 2016 statt. Es gehörte zur UCI Europe Tour 2016 und war dort in der Kategorie 2.2 eingestuft.

## Teilnehmende Mannschaften
| UCI Continental Teams Rabobank Development Team Klein Constantia Team TreFor Team Almeborg-Bornholm | Vérandas Willems Cycling Team Cyclingteam Jo Piels Leopard Pro Cycling Lokosphinx | Wallonie Bruxelles-Group Protect Euskadi Basque Country - Murias Armée de terre |
| Nationalmannschaften Australien                                                                     | Vereinigte Staaten                                                                |                                                                                 |
| Vereine Sojasun Espoir Acnc Vendee U Pays De La Loire C C Nogent Sur Oise                           | EFC-Etixx Lotto-Soudal U23 Team Raceclean                                         | Ec Raisme Petite Foret Brest Iroise Cyclisme                                    |

## Etappen
| Etappe    | Datum   | Etappenorte                           | type        | Länge (km) | Etappensieger | Gesamtführender |
| --------- | ------- | ------------------------------------- | ----------- | ---------- | ------------- | --------------- |
| 1. Etappe | 20. Mai | Douchy-les-Mines – Biache-Saint-Vaast | Flachetappe | 98         | Aidis Kruopis | Aidis Kruopis   |
| 2. Etappe | 21. Mai | Barlin – Saint-Omer                   | Flachetappe | 198        | Aidis Kruopis | Aidis Kruopis   |
| 3. Etappe | 22. Mai | Gavrelle – Arras                      | Flachetappe | 170        | Rémi Cavagna  | Aidis Kruopis   |

## Wertungstrikots
| Etappe         | Etappensieger  | Gesamtwertung | Bergwertung     | Punktewertung            | Nachwuchswertung         | Teamwertung               |
| -------------- | -------------- | ------------- | --------------- | ------------------------ | ------------------------ | ------------------------- |
| 1              | Aidis Kruopis  | Aidis Kruopis | Gert-Jan Bosman | Aidis Kruopis            | Cees Bol                 | Rabobank Development Team |
| 2              | Aidis Kruopis  | Aidis Kruopis | Kasper Asgreen  | Aidis Kruopis            | Przemyslaw Kasperkiewicz | Rabobank Development Team |
| 3              | Rémi Cavagna   | Aidis Kruopis | Kasper Asgreen  | Przemyslaw Kasperkiewicz | Rémi Cavagna             | Klein Constantia          |
| Wertungssieger | Wertungssieger | Aidis Kruopis | Kasper Asgreen  | Przemyslaw Kasperkiewicz | Rémi Cavagna             | Klein Constantia          |